# Köbi Frei

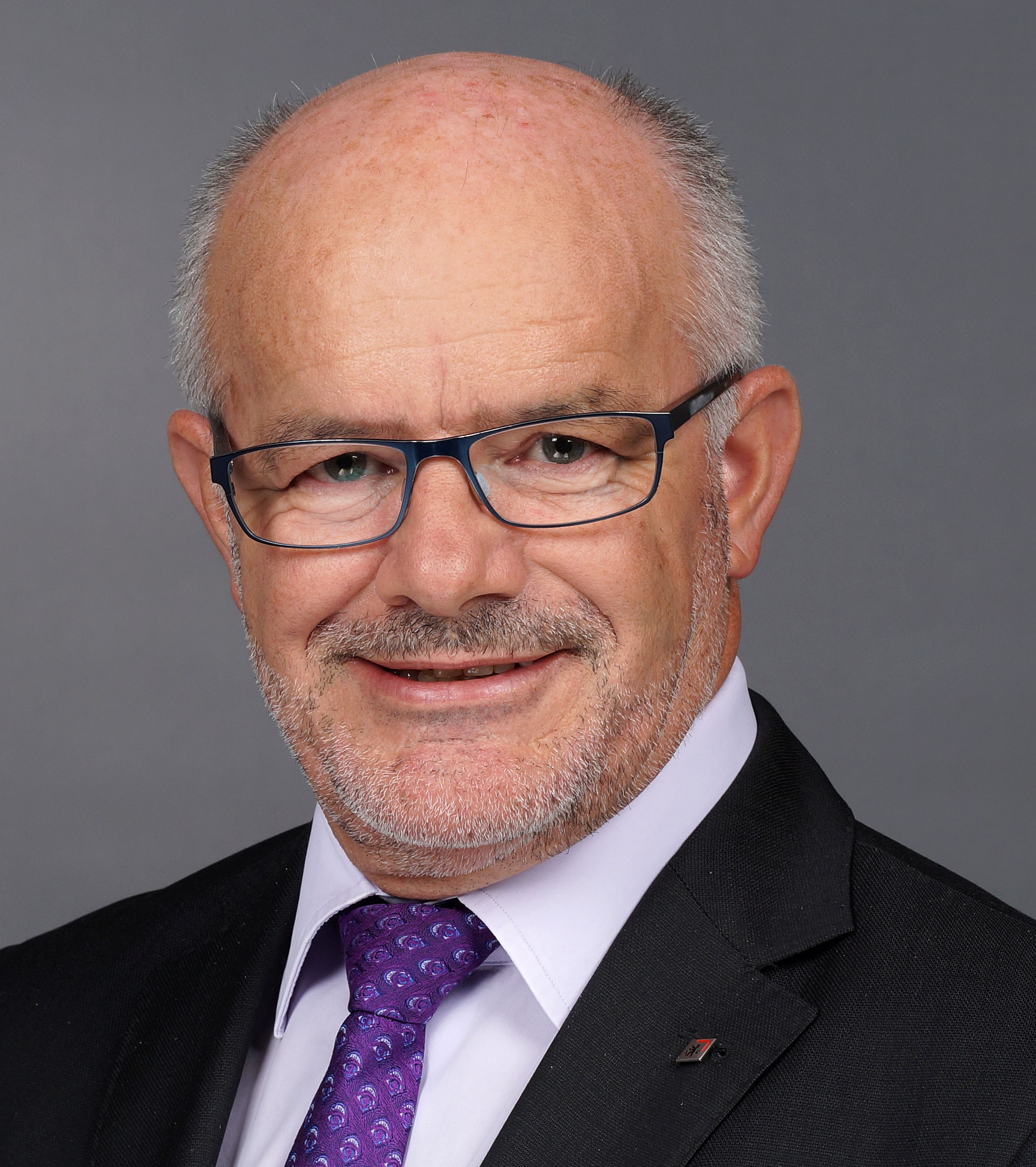
Köbi Frei (2017)

Jakob «Köbi» Frei (* 6. März 1959) ist ein Schweizer Politiker (SVP). Er war von 2003 bis 2019 Regierungsrat des Kantons Appenzell Ausserrhoden und leitete das Departement Finanzen. Von 1998 bis 2003 war er Ausserrhoder Kantonsrat.
Er wohnt in Heiden AR, wo er auch aufgewachsen ist. Er hat zwei erwachsene Töchter.